# 江奕喜
江奕喜為中國清朝武官官員，本籍福建惠安。行伍出身的江奕喜於1841年（道光21年）奉旨接替許靈，於台灣地區擔任台灣水師協副將。而隸屬台灣鎮之下的此官職是台灣清治時期的這階段，全台灣的海防軍事層級最高武將，其統帥三標水營，數千名水師兵勇。
| 前任： 許靈 | 台灣水師協副將 1841年上任 | 繼任： 江繼芸 |